# 中島達二
中島 達二（なかじま たつじ、1926年3月2日 - 2001年3月18日）は、日本の経営者、工学博士。日本板硝子社長を務めた。

## 経歴
大阪府大阪市出身。1947年に京都大学工学部電気工学科を卒業し、同年に逓信省に入社。1982年7月に日本板硝子に転じ、1984年6月に取締役に就任し、1986年6月に常務を経て、1988年6月に社長に就任。1992年6月に副会長に就任し、1994年6月には相談役に就任。
1996年4月に勲三等旭日中綬章を受章。
2001年3月18日心不全のために死去。75歳没。